# Antoni Pająk
Antoni Pająk (Bestwina, 31 luglio 1893 – Londra, 25 novembre 1965) è stato un politico polacco.

## Biografia
Fu membro del Partito Socialista Polacco, fu primo ministro del governo in esilio della Polonia per quasi 10 anni dal settembre 1955 al giugno 1965. Membro delle Legioni polacche di Józef Piłsudski durante la prima guerra mondiale, fu tra i leader del partito socialista e deputato dal 1928 al 1930. 
Nel 1940 fu arrestato dai sovietici e imprigionato in Siberia ma – dopo il ristabilimento delle relazioni tra Urss e Polonia in seguito all'Operazione Barbarossa – venne liberato e divenne rappresentante diplomatico del governo in esilio presso la Repubblica di Sakha. Dal 1943 al 1945 fu rappresentante delle forze armate polacche in Urss ma dopo la fine della seconda guerra mondiale venne espulso e riparò a Londra.